# Обманичи (Лидский район)
Обманичи (бел. Абма́нічы) — деревня в Лидском районе Гродненской области Беларуси. В составе Дубровенского сельсовета.

## География
Рядом расположена железнодорожная станция Гутно.
Ближайшие населённые пункты Бринденята, Довкни, Дубровня, Сухвальня и др.

## Этимология
До 1949 года деревня называлась Хутные.

## История
С 1905 года в Лидской волости Лидского уезда Виленской губернии.

## Население

### Численность
- 2009 год — 17 жителей

### Динамика
- 1999 год — 28 жителей (перепись населения)
- 2009 год — 17 жителей (перепись населения)[2]